# Androglossini
Androglossini este un trib de păsări aparținând familiei Psittacidae, ai cărui membri locuiesc în regiunea neotropicală. Este unul dintre cele două triburi ale subfamiliei Arinae, alături de tribul Arini.

## Genuri
- Pionopsitta
- Triclaria
- Pyrilia (6 specii)
- Pionus (8 specii)
- Graydidascalus
- Alipiopsitta
- Amazona (33 specii)